# Harald Koch (Badminton)
Harald Koch (* 14. Februar 1969) ist ein österreichischer Badmintonspieler. Jürgen Koch, ebenfalls im Badminton erfolgreich, ist sein jüngerer Bruder.

## Sportliche Karriere
Harald Koch gewann bei den nationalen Juniorenmeisterschaften 1987 seine ersten nationalen Titel. 1991 siegte er erstmals bei den Erwachsenen. Insgesamt gewann er elf österreichische Doppel- und sechs Mixedtitel. 1996 und 1997 war er bei den Slovak International erfolgreich.

## Sportliche Erfolge
| Saison | Veranstaltung                                  | Disziplin    | Platz | Name                             |
| ------ | ---------------------------------------------- | ------------ | ----- | -------------------------------- |
| 1987   | Österreich: Einzelmeisterschaften der Junioren | Mixed        | 1     | Harald Koch / Bettina Weilguni   |
| 1987   | Österreich: Einzelmeisterschaften der Junioren | Herreneinzel | 1     | Harald Koch                      |
| 1989   | Czechoslovakian International                  | Herrendoppel | 1     | Harald Koch / Heimo Götschl      |
| 1991   | Österreich: Einzelmeisterschaft                | Herrendoppel | 1     | Jürgen Koch / Harald Koch        |
| 1993   | Österreich: Einzelmeisterschaft                | Herrendoppel | 1     | Jürgen Koch / Harald Koch        |
| 1994   | Österreich: Einzelmeisterschaft                | Herrendoppel | 1     | Jürgen Koch / Harald Koch        |
| 1994   | Weltmeisterschaften der Studenten              | Herrendoppel | 3     | Harald Koch / Heimo Götschl      |
| 1996   | Österreich: Einzelmeisterschaft                | Herrendoppel | 1     | Heimo Götschl / Harald Koch      |
| 1996   | Slovak International                           | Herrendoppel | 1     | Jürgen Koch / Harald Koch        |
| 1997   | Slovak International                           | Herrendoppel | 1     | Jürgen Koch / Harald Koch        |
| 1997   | Österreich: Einzelmeisterschaft                | Herrendoppel | 1     | Jürgen Koch / Harald Koch        |
| 1998   | Österreich: Einzelmeisterschaft                | Mixed        | 1     | Harald Koch / Bettina Weilguni   |
| 1999   | Österreich: Einzelmeisterschaft                | Herrendoppel | 1     | Jürgen Koch / Harald Koch        |
| 1999   | Österreich: Einzelmeisterschaft                | Mixed        | 1     | Harald Koch / Bettina Weilguni   |
| 2000   | Österreich: Einzelmeisterschaft                | Mixed        | 1     | Harald Koch / Bettina Weilguni   |
| 2000   | Österreich: Einzelmeisterschaft                | Herrendoppel | 1     | Jürgen Koch / Harald Koch        |
| 2001   | Österreich: Einzelmeisterschaft                | Mixed        | 1     | Harald Koch / Bettina Weilguni   |
| 2001   | Österreich: Einzelmeisterschaft                | Herrendoppel | 1     | Jürgen Koch / Harald Koch        |
| 2002   | Österreich: Einzelmeisterschaften              | Herrendoppel | 1     | Jürgen Koch / Harald Koch        |
| 2002   | Österreich: Einzelmeisterschaften              | Mixed        | 1     | Harald Koch / Bettina Weilguni   |
| 2004   | Österreich: Einzelmeisterschaften              | Mixed        | 1     | Harald Koch / Verena Fastenbauer |
| 2005   | Österreich: Einzelmeisterschaften              | Herrendoppel | 1     | Harald Koch / Peter Zauner       |
| 2006   | Österreich: Einzelmeisterschaften              | Herrendoppel | 1     | Harald Koch / Peter Zauner       |